# Isla Espíritu Santo (Vanuatu)
Espíritu Santo es la isla más grande de Vanuatu.
La ciudad de Luganville, en la costa sur, es la segunda ciudad más grande del país. A unos 6 km de la ciudad se encuentra el aeropuerto internacional de Santo-Pekoa.
El punto más alto de la isla es el Tabwemasana (1879 m), en el centro oeste de la isla.

## Historia
El explorador Pedro Fernández de Quirós, a las órdenes del rey de España, y habiendo partido del Callao, estableció un poblado en 1606 en Big Bay, llamado Nuevo Jerusalén, al norte de la isla. Espíritu Santo viene del nombre que le puso Quirós, cuyo nombre completo era Austrialia (sic) del Espíritu Santo, en homenaje a la Casa de Austria, a la sazón reinante en España.
Los europeos no volvieron a la isla hasta que Louis Antoine de Bougainville la redescubrió en mayo de 1768, y posteriormente James Cook en 1774.
En el siglo XIX las compañías europeas, francesas y británicas, explotaron las riquezas de las islas, en especial la copra, y estabelcieron un condominio sobre las Nuevas Hébridas. Espíritu Santo se destacó por la oposición a los misioneros extranjeros y el desarrollo de movimientos proféticos locales, que devinieron en cultos cargo. Más tarde fue la isla con mayoritaria población francófona. La ciudad más importante de la isla, y segunda del archipiélago, Luganville; fue fundada durante este período.
Durante la Segunda Guerra Mundial, la isla fue una base militar de los Estados Unidos.
Entre mayo y agosto de 1980 la isla fue sitio de una rebelión durante la transferencia del poder sobre la colonia de las Nuevas Hébridas del Condominio Anglo-Francés a la independiente Vanuatu. Jimmy Stevens del movimiento cargo Nagriamel, en alianza con la organización libertaria Phoenix Foundation, querían establecer un lugar libre de impuestos y declararon la isla de Espíritu Santo independiente, como la República de Vemarana. Después de la independencia de Vanuatu, gobernada por el Padre Walter Lini, requirió asistencia de Papúa Nueva Guinea, que tomó el control de Espíritu Santo y la retornó al dominio de Vanuatu.